# 마이크 피기스

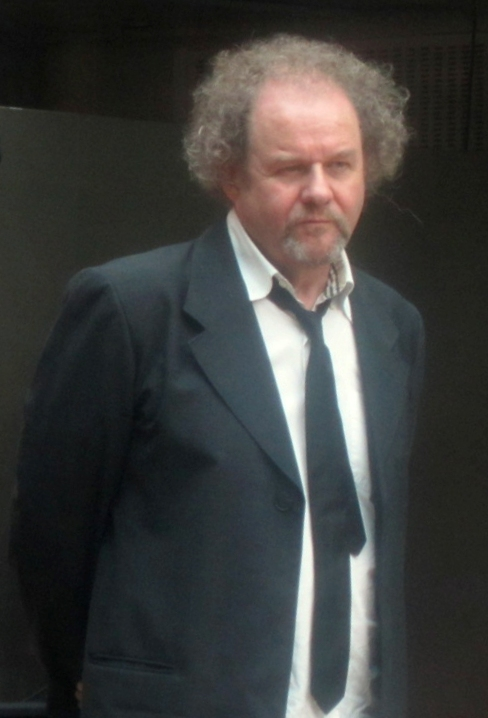

마이크 피기스(Mike Figgis, 1948년 2월 28일 ~ )는 잉글랜드의 영화 감독이다.